# ひまわり (2000年の映画)
『ひまわり』は、2000年製作の日本映画。行定勲監督作品。

## 概要
同棲中の恋人・由香里との喧嘩の途中、輝明はニュースで小学校時代のクラスメイトだった朋美が海難事故で行方不明になったというニュースを見る。しかもその事故の少し前、輝明の留守に彼女から電話があったらしい。だが、10年以上も音信不通で朋美の顔も憶えていない。戸惑いながらも友人たちと朋美の葬式に出席する為、帰郷する輝明。久しぶりに集まったかつての同級生は、葬儀の最中、遺体が収容されたとの知らせを受けて警察に赴いた遺族が帰ってくるまで、朋美との想い出話に花を咲かせることに。しかし、転校生だった彼女を憶えている者は少なく、悪い噂ばかりが囁かれた。更に、彼女と交際のあったという恋人たちからもあまりいい話は聞こえてこない。そんな中、輝明は次第に孤独だった朋美が大切にしていた想いに気づく。それは、輝明が朋美の初恋の相手であったこと。そして、朋美が転校した日に彼女がくれた向日葵の種を、みんなで金環蝕を見た丘に植えたことを想い出した彼は、そこ一面に群生する向日葵を目の当たりにする。収容された遺体は、朋美ではなかった。翌朝、一晩飲み明かした輝明たちは、砂浜に埋まったボートを掘り起こし、それで朋美を探しに行こうとするが敢えなく転覆。その時、輝明の携帯電話に出て行った恋人から電話が入った。

## キャスト
- 真鍋朋美 - 麻生久美子
  - 小学生時代 - 渋谷桃子
- 紺野輝明 - 袴田吉彦
  - 小学生時代 - 佐々木和徳
- 葉山由香里 - 河村彩
- 北岡洋平 - マギー（銃器店）
- 平野雄一 - 堺雅人
- 斉藤幸夫 - 光石研
- 湊弓子 - 粟田麗（ダンス講師）
- 笹原新次 - 北村一輝
- 久世公平 - 津田寛治
- 小出翔子 - 土屋久美子（美容部員）
- 高橋宗次 - 田中哲司
- 木村三香 - ひふみかおり（看護師）
- 田中哲郎 - ボブ鈴木（畳屋の若旦那）
- 酒匂達彦 - 戸田昌宏
- 輝明の父 - 有福正志
- 輝明の母 - 銀粉蝶
- 朋美の母 - 根岸季衣
- 朋美の父 - 北見敏之

### スタッフ
- 監督 - 行定勲
- 脚本 - 行定勲、佐藤信介
- 音楽 - 朝本浩文
- EDテーマ - Ram Jam World「夢の音」
- 撮影協力 - 伊東市役所観光課、伊東市立南小学校、伊東市立宇佐見小学校 ほか
- 撮影 - 福本淳
- 照明 - 中須岳士
- 美術 - 須坂文昭
- 録音 - 滝澤修
- 編集 - 今井剛
- 助監督 - 大日向教史、平田陽一、片岡英子
- CG - マリンポスト（田中貴志）
- 原案協力 - 樽谷春緒「おとなりさん＃4」
- 現像 - IMAGICA
- MA - アオイスタジオ
- プロデューサー - 益子昌一
- 製作者 - 原田宗一郎
- 企画・プロデュース - 住谷秀美、石田幸一
- 制作プロダクション - スープレックス
- 製作 - ケイエスエス